# James Horwill
James Horwill (ur. 29 maja 1985 r. w Brisbane) – australijski rugbysta występujący na pozycji wspieracza młyna w drużynie Reds oraz reprezentacji Australii. Obecnie kapitan obu tych drużyn. Zdobywca brązowego medalu na Pucharze Świata w Rugby w 2011.

## Kariera klubowa
Horwill urodził się w Brisbane w Queensland, a w młodości uczęszczał do Brisbane Boys College. W lidze Super 14 zadebiutował w meczu z bezpośrednimi rywalami New South Wales Waratahs, pomimo tego, że pierwotnie nie znalazł się nawet w szerokim składzie Czerwonych. Miało to miejsce 11 lutego 2006 roku. Horwill został okrzyknięty odkryciem sezonu po tym, jak wywalczył sobie miejsce w podstawowym zestawieniu drużyny oraz zadebiutował na zapleczu kadry Wallabies.
Największym sukcesem w dotychczasowej karierze klubowej Horwilla jest niewątpliwie kampania w lidze Super Rugby w sezonie 2011. Dowodzeni przez niego Queensland Reds pokonali wówczas w finale siedmiokrotnych mistrzów tych rozgrywek, nowozelandzkich Crusaders.

## Kariera reprezentacyjna
Mierząc 2 metry i ważąc 115 kg, Horwill znany jest z tego, że z łatwością rozbija szarże obrońców drużyny przeciwnej. Jednocześnie cieszy się opinią gracza bardzo porywczego, który często karany był przez arbitrów za przewinienia na boisku, jednak ostatnio ograniczył niesportowe zachowania.
Horwill grał w reprezentacji Australii na wszystkich szczeblach juniorskich: Schoolboys, U-19, U-21 oraz w kadrze rezerw (Australii A, na początku 2006 roku).
Dla pierwszej reprezentacji Australii zadebiutował w meczu przeciw Fidżi w czerwcu 2007 roku, jednak nie został powołany na rozgrywany we wrześniu i październiku tego roku Puchar Świata we Francji. W roku 2008 przebił się do podstawowego składu kadry, rozgrywając dziewięć spotkań w barwach Wallabies – wystąpił m.in. w pierwszym składzie przeciw All Blacks w Bledisloe Cup.
W sierpniu 2011 roku James Horwill został mianowany przez Robbiego Deansa kapitanem reprezentacji Australii na Puchar Świata w Nowej Zelandii. W nowej roli zadebiutował 27 sierpnia w decydującym meczu Pucharu Trzech Narodów.